# 封建制度 (中國)
封建制度是一種政治制度。由共主或中央王朝给宗室成员、王族和功臣分封领地。
「封建」即「封土建國（封邦建國）」，即天子把自己直接管轄的王畿以外的土地，分封給諸侯，並授予他們爵位，诸侯再分封卿大夫，诸侯和卿大夫在自己的领地上有相当的自主权。分封是讓他們建立封國和軍隊，协助统治。
中文对古代中国的中原王朝，所封之地称为“诸侯”（“诸侯国”、“封国”或“王国”），统治诸侯（王国）的君主称为“诸侯王”、“君”或“王”，也使用“诸侯王”的称谓。同时，汉语对欧洲从中世纪起的君主制国家也称为“王国”，君主称为“君主”，两者完全一致，从纯粹的土地分封来看两者也是一樣的。

## 概況
“封建”一詞，最早見於春秋時富辰之說：“周公吊二叔之不咸，固封建親戚，以藩屏週。”，“封建制度”中“封建”的原始含義，即“封”土而“建”國，“封”之本義起始於“豐”字，在殷墟甲骨文與金文中，其字形狀如“植樹於土堆”，故“封”是“疆界”“田界”之意。 “建”乃由“封”而來，“建”字可見於金文，指“建國立法”；古文獻中之“封建”即“分封制”。
「封建」，簡單言之是指王者以爵土分封諸侯，而使之建國於封建的區域。這是上古時代部族聯盟對各部族土地和人口施行的一種制度化管理方式。由此可見，所謂封建，自應有部族以來已有雛形。但封建制正式起源於何時，近代學者說法不一，有人主張始於西周，有人主張始於商朝，有人主張始於夏禹。
封建制度的產生和發展經歷了一個漫長的過程，起源時間已經難以考證。根據史記記載，黃帝時代，“諸侯咸來賓從”、“諸侯咸尊軒轅為天子”、黃帝“置上下大監，監於萬國”，這描述的便是早期的封建制度。 堯舜時期則有“協和萬邦”，萬邦均以天子為共主。 《尚書·禹貢》又記載夏禹舉行“分茅裂土”的儀式，分賜土地給諸侯。夏朝時還分封了斟灌、斟鄩、繒國、褒國等同姓諸侯。 商湯滅夏后，分封夏朝的後人於杞國，還分封了費國、孤竹國等諸侯。商王武丁在位時，他的大臣侯雀、侯告以及王后婦好、婦井等人都擁有封地。到周朝時，封建制度的完善程度達到頂峰。 柳翼謀謂：「自唐、虞至週皆封建時代，帝王與諸侯分而治之」，即從堯、舜經夏、商到周朝，採用的都是封建制度。
周室鑑於當時諸侯之眾而又各據要津，後世必為共主之患，乃著興滅國，繼絕世之名義，封建諸侯，分封姬姓和功臣到各要地，利用各地原來的氏族部落建立國家，勢力始自上達下，周天子正式成為天下共主，周朝的封建規模正式完成。傳說中"聖王"的後裔和商的遺民以及立功的將士，讓他們在地方作“諸侯”，分區管理，輔佐周王，被封的“諸侯”在“封國”內繼續分封，通過這種逐級分封，下級對上級承擔繳納貢物，軍事保衛，服從命令等義務。
周朝時期周王室把疆域土地劃分為諸侯的社會制度，國家土地不完全是周王室的，而是分別由獲得封地的諸侯所有，他們擁有分封土地的所有資源和收益，只需向周王室繳納一定的進貢即可盡義務，周王室只會直接管治王畿的地方。然而西周時各諸侯國的軍隊並不由國君掌握，而是在周天子的守臣手中。如《左傳》：“齊有天子之二守國、高在。”國氏和高氏就是掌握齊國兵權的守臣。東周諸侯國軍隊為國君所掌握，直接導致了周室的衰微。周王是共主性質的（共主是氏族社會遺留的領袖模式，禹為最後的氏族共主）。諸侯的土地理論上在其死後可由周王室收回重新分配，但一般是世襲。 春秋時期，隨著井田制的瓦解和爭霸戰爭的發展，周朝王室衰微，“禮樂征伐自天子出”的局面被“禮樂征伐自諸侯出”取代，周王“天下共主”的地位名存實亡。從這時起，大國兼併小國後，多以其國土置縣，封建制度逐漸式微。
秦始皇統一中國後，對國家政權實行中央集權制，取消“封建制度”，秦王朝在全國推行單一的“郡縣制”。
漢朝承襲了秦朝“郡縣制”這種行政區劃管理制度，與秦行政區劃不同的是，在推行“郡縣制”的同時又推行封國制，封國包括王國和侯國，這兩種並行制又稱“郡國制”，兩漢時期雖郡國並行，但仍以“郡縣制”為主。漢朝初期，劉邦面對拼湊起來的諸侯勢力和亡秦後的六國背景，首要任務是：勉力維持穩定局面，剷除異姓諸侯王，以分封子弟的方式，調和異姓諸侯王與郡國制的兩極偏差，劉邦與項羽相爭時，先後分封七個異姓王。稱帝后，又分封同姓九王，使後來中央政府及封國之間的對立，延續了很長的時間。漢初恢復封建制，同時又施行郡縣制，使郡國雜處，以相牽制，對維護中央集權和國家統一起到積極作用。
西晉初年，晉武帝分封二十七個同姓王，以郡為國；之後諸王的權力被不斷擴大，可自行選用國中文武官員、收取封國的租稅。諸王都在朝廷擔任要職，既有行政權力又有數量可觀的軍隊。後來發生「八王之亂」，汝南王司馬亮、楚王司馬瑋、趙王司馬倫、齊王司馬冏、長沙王司馬乂、成都王司馬穎、河間王司馬顒、東海王司馬越八王互相攻伐，這場內亂最終導致西晉亡國和五胡亂華乃至近三百年的動亂。
中國歷史上自秦朝開始至最後一個王朝清朝，地方管理一直以郡縣制為主。
封建制度是適應當時社會經濟發展程度的社會政治制度。唐代柳宗元在《封建論》文中認為：「封建非聖人之意也，勢也。」柳翼謀認為，由封建制而入郡縣制，「以一政府而統制方數千里之中國，是固國家形式之進化，抑亦其時思想之進化也」。封建社會發展成為一國政府體系統一治理的完全大一統社會，可說是社會進化（包括產業、商業、科技、交通、軍事、行政、思想等發展）的必然結果。封建社會變為大一統社會，世襲貴族和全民階級制度被取消，代之以官僚選拔和行政制度，確立了廣大人民之間的平等原則；而基層民間自治機制，仍得以延續發展；在中央則採用君主集權制，直至辛亥革命。 周代封建具有軍事擴張和移民性質。諸候奉周天子之名在新領地上建國，由此擴展周朝的勢力。經過兩次封建，周人的勢力由鎬京一帶擴展至黃河下游和淮河流域。封建制度加強周天子與各諸侯的關係，中原地區的部族日趨融和。隨着周人的勢力擴展，蠻、戎、狄等邊族與中原華夏民族交往漸多，促進了民族融和。東夷、淮夷等邊族處於周朝的勢力範圍內，與周人共處。

## 商代
胡厚宣通过收集殷墟甲骨文和商晚期金文，写成《殷代封建制度考》一文。郑州大学李雪山博士写过论文《商代封国方国及其制度研究》。
经胡厚宣总结，商王武丁分封了邶、庇、黎、铁、奄、薄姑、权、梅、潜、索、萧、宋、桐、京、钟离、钟吾、繁、戴、沫、髦、御、时、苑、艾、施、邓、瓦、亘、长勺、尾勺等众多同姓诸侯。
据清华简记载，楚国的始祖季连娶了商王盘庚的女儿妣隹，也是商朝分封的诸侯。
殷墟甲骨文中有“杞侯”、“竹侯”、“应侯”、“多伯”、“告子”等称呼，可见商代已有各种爵位，但当时的“侯”、“伯”、“子”之间是平等的。
杞国是夏朝后代的封国，崇国是商朝在西面最大的属国，孤竹国是位于河北卢龙和辽宁西部的重要诸侯国，沚国国君则帮助商王处理过不少政务。
商朝曾出现“比九世乱”的局面，诸侯割据混战。后来的商王盘庚和武丁修缮德行，同时又增加了一些不服从王室的诸侯，重新分封给别人，使得商王朝出现了中兴的局面。
商代的分封制没有周代成熟，分封的诸侯国未完全覆盖天下各地，总体上仍需要依靠方国联盟来维系统治。其与周代的分封制还有一个不同之处，商朝时可以分封女性，而周朝时不可以。

## 西周
周武王實行第一次封建，原因有三：首先是為了安撫商民，同時加以監視；其次是進行武裝移民，藉此擴展勢力；還有就是籠絡人心，以鞏固周朝的統治。

### 第一次封建
封建實際上是分封諸侯，即將土地分給諸侯去建立他們的管轄範圍。周初第一次封建的經過
1. 武王克殷後，自動退出殷都，封紂王的兒子武庚到殷，管理商的遺民；
2. 在殷的附近，分封自己的三個弟弟管叔、蔡叔和霍叔監視武庚，稱為「三監」；
3. 定都於鎬京，又分封親屬、功臣和先代贵族之后裔為諸侯，這些封國大多數集中於黃河南岸。

### 瓦解
周天子在地位上的變化，是其封建制度瓦解的主要原因。封建制是以天子為首，由上而下的系統。自公元前770年周平王東遷雒邑後，因其弒父之嫌及諸候不再擁護，地位日降，終至「王命不行」，乃諸侯崛起之時，霸政時代開始。為迎合需要，郡縣萌芽，世卿世祿式微，上下階級被打破，平民地位上升，經濟教育權力下放。宗法隨時間淡化，封建面臨崩潰。及至三家分晉，戰國開始，上述情況發展更盛，改變趨勢銳不可擋。「周初千八百國，至春秋之初，僅存百二十四國。春秋諸國，吞並小弱，大抵以其國地為縣。因滅國而特置縣，因置縣而特命官，封建之制遂漸變為郡縣之制。」在秦滅六國之戰後，秦朝废封建，置郡縣，建立了中央集權的君主專制統治制度。

## 西漢

### 封國與郡並行
西漢建立之初，漢高帝劉邦把七個協助他對抗項羽的功臣封為異姓王（與皇室不同姓氏的諸侯王），“藩国大者，夸州兼郡，连城数十”；後來用謀反的罪名或其他辦法削平了這些封國，改封皇室子弟於七王舊地，作为藩王、諸侯王。至於其他地方，則仍採用秦代的郡縣制。
這種“郡國並行”的情形，使諸侯王國對中央構成威脅，埋下了西漢政治危機的伏線。

### 平定七國之亂
漢文帝、漢景帝統治期間，經濟得到恢復和發展，民生有所改善，國家一片興旺。但諸侯王勢力日盛，漸漸變得驕橫跋扈，漢景帝為了加強中央權力，實行削藩政策，引起了諸侯王的不滿，於是導致吳、楚七國之亂的發生。漢景帝派將軍周亞夫平息了叛亂，並且削減了諸侯王的權力，使他們成為只食俸祿的閒員，不再治理人民。從而，中央集權統治的根基更加穩固了。

### 削減諸侯勢力
吳、楚七國之亂平息後，諸侯的權力已被削弱，不過他們仍擁有遼闊的領地，經濟力量也很大。漢景帝死後，漢武帝承襲了其父的削藩政策，頒佈「推恩令」，容許諸侯把王國的土地分封給他們的子弟，使諸侯王的力量越分越小，勢力大為削弱，從此“大國不過十餘城，小侯不過十餘里”，不再對中央構成威脅。

## 評價
唐朝文學家及政治家柳宗元在《封建論》中力陳封建之害：周代因封建制，使得諸侯強盛，尾大不掉，“徒建空名于公侯之上”，最後造成“周之敗端”。“漢有天下，矯秦之枉，徇周之制，剖海內而立宗子，封功臣”，且“天子之政行於郡，不行于國，制其守宰，不制其侯王。侯王雖亂，不可變也，國人雖病，不可除也”。
清人李富孫指出，封建制使得“諸侯可驕不可叛，故周室得以久安”。秦代廢封建改郡縣，是“矯一時之弊而適貽後世之害”。李富孫說，“柳子之論，直一偏之見，徒知前世之害，而不知前世之為利者大。既昧前世之利而不知後世之為害更深。”
陸世儀認為：“古之為治者，治心、治身、治家、治國、治天下，一而已矣。自秦以吏為師，始有所為吏治，漢復以蕭何繼之，於是吏治二字，至今習以為固然，莫能破其局者，皆自變封建為郡縣始。不行封建，吏治不可得而去也。不去吏治，三代不可得而復也。”
袁枚說：“先王有公天下之心而封建……故封建行而天下治。後世有私天下之心而封建……故封建行而天下亂。無先王之心，行先王之法，是謂徒政。”
朱熹對封建制度曾作評論：「若論三代之世，則封建好處，便是君民之情相親，可以久安而無患。」對比而言，評論中央集權的君主專制制度：「秦之法，盡是尊君卑臣之事，所以後世不肯變！」

### 引用
1. ↑  徐中舒主編：《漢語大字典》，四川辭書出版社、湖北辭書出版社，1986年版
2. 1 2 3   柳詒徵：《中國文化史》
3. ↑  胡厚宣《殷代封建制度考》
4. ↑  《清华简·楚居》
5. ↑  王晖《商周文化比较研究》
6. ↑  《汉书·诸侯王表序》

## 延伸阅读
[在维基数据编辑]
 《欽定古今圖書集成·經濟彙編·銓衡典·封建部》，出自陈梦雷《古今圖書集成》

## 外部連結
- 陳啟雲：〈封建與大一統之間——關於中國傳統政體的理論和史實〉 （页面存档备份，存于）（2007）

## 参見
- 封建
- 诸侯
- 藩王
- 宗王出鎮
- 藩鎮
- 節度使
- 采邑制
- 地方分權